# Ina Deter

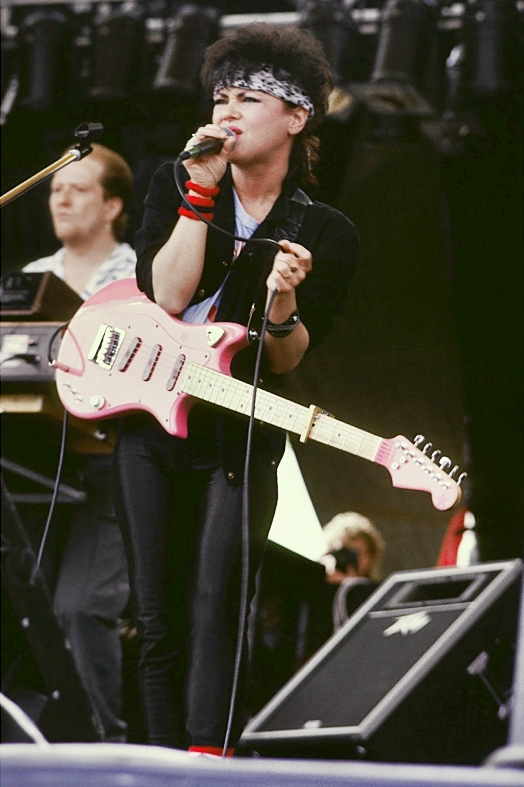
Ina Deter (ca. 1983)

Ina Deter (* 14. Januar 1947 in West-Berlin als Ingrid Deter) ist eine deutsche Sängerin und Liedermacherin aus den Bereichen NDW, Pop, Rock und Chanson. Bekanntheit erlangte sie vor allem durch ihr Lied Neue Männer braucht das Land.

## Leben und Karriere

### Anfänge und Liedermacherzeit
Ina Deter stammt aus Lübars, einem ländlich geprägten Stadtteil im damaligen französischen Sektor Berlins. Als Elfjährige begann sie Gitarrenunterricht zu nehmen. Mit 16 Jahren gründete sie die rein weiblich besetzte Skiffle-Band Lucky Girls, der sie als Sängerin vorstand. Nach deren Zerfall trat sie eine Zeit lang als Country-und-Western-Musikerin vor den stationierten Soldaten der alliierten Streitkräfte auf. Anschließend führte ihr Weg sie in die West-Berliner Szene der Folk-Liedermacher um Danny Marino, Reinhard Mey, Hannes Wader, Schobert & Black. Auf den Charlottenburger Kneipenbühnen Danny’s Pan, Go In und Steve Club interpretierte sie vornehmlich Lieder von Joan Baez und Bob Dylan.
Beruflich war Deter nach einem Grafik- und Designstudium in einer Werbeagentur beschäftigt. 1969 verließ sie nach dem Umzug der Agentur ihre Heimatstadt und zog nach Köln. Dort wandte sie sich der Frauenbewegung zu, die sich um Alice Schwarzer scharte. Zu jener Zeit erreichte der Kampf gegen das Abtreibungsverbot (§ 218 StGB) einen Höhepunkt. Deter steuerte dazu 1974 ihre erste eigene Komposition, Ich habe abgetrieben, bei. Vorfinanziert durch einen Gönner erschien das Lied noch unter ihrem bürgerlichen Namen Ingrid Deter als Single.
Allmählich ergaben sich Auftrittsmöglichkeiten in Köln, und Ina Deter entdeckte das Komponieren und Texten für sich. Mit einem ihrer neuen Stücke, dem durchgehend in sehr hohen Tönen gehaltenen Liebeslied Wenn du so bist wie dein Lachen, fiel sie Talentsuchern auf. 1976 erhielt sie eine Einladung zur deutschen Vorausscheidung des Grand Prix Eurovision de la Chanson (Eurovision Song Contest). Offenbar für diesen Wettbewerb nahm sie den Künstlernamen Ina Deter an, wahrscheinlich um Verwechslungen mit der Sängerin Ingrid Peters zu vermeiden. Sie erreichte Platz zehn unter zwölf Beiträgen. Tage später rückte sie nach der Disqualifizierung des Siegertitels von Tony Marshall auf Platz neun vor. Laut Deter meldeten sich infolge der verbesserten Platzierung mehrere Plattenfirmen bei ihr. Sie entschied sich für einen Vertrag mit CBS. Wenn Du so bist wie dein Lachen wurde zu einem ihrer bekanntesten Lieder.
In der Folgezeit beendete Ina Deter ihre Tätigkeit als Grafikerin, um sich ganz auf die Musik zu konzentrieren. Mehrere Alben entstanden im Liedermacherstil. Damit war auch ihr Anspruch verbunden, Noten und Text stets selbst zu entwickeln. Inhaltlich drehten sich ihre Lieder um unterschiedliche Themen. Von großer Bedeutung war die Begegnung mit dem Bassisten und Produzenten Micki Meuser sowie dem Gitarristen Manni Holländer (1952–2011). Zu dritt erweiterten sie nicht nur den Klangkörper der Musik, sondern arbeiteten auch daran, Deters Gesang von der hellen Kopfstimme zur kräftigeren Bruststimme zu verlagern. Auf ihrem vierten Album, Aller Anfang sind wir (1981), ist diese Tendenz erkennbar. Rückblickend war dies der Wendepunkt in ihrer Laufbahn. Nach Kündigung durch CBS erschien die LP bei einer kleinen Plattenfirma (blaues Cover, „Ina Deter & Band“), wegen Rechtsstreitigkeiten dann nochmals bei Phonogram (pinkfarbenes Cover, „Ina Deter Band“).

### Durchbruch, Hochphase und Abebben
1982 veröffentlichte die Ina Deter Band während der Neuen Deutsche Welle das Pop-Album Neue Männer braucht das Land. Hinter der Interpretenbezeichnung steckte gleichwohl keine feste Gruppe. Die Mitwirkenden Micki Meuser und Manni Holländer hatten eigentlich ihre eigene Band namens Nervous Germans. Frontfrau Ina Deter präsentierte sich auf der Bühne nun manches Mal kämpferisch und divenhaft, wenn sie etwa in den Refrains der Lieder Neue Männer braucht das Land und Ob Blond, ob Braun, ob Henna die Männer als unbrauchbar und auszutauschen verlachte. Der aggressive Ton dieser Songs wurde durch andere Texte gemildert, z. B. durch ulkige Strophentexte oder auch Liebeslieder. Im Sommer 1983 stiegen das Album und der Titelsong Neue Männer braucht das Land in die deutschen Charts ein.
Dank des Erfolgs von Neue Männer braucht das Land zählte Deter Mitte der 1980er-Jahre zu den Stars der deutschen Musikszene. Die Ina Deter Band unternahm eine Tournee mit 180 Konzerten, darunter auch Beteiligungen an Festivals in den Niederlanden und Dänemark. Weitere Höhepunkte dieser Phase waren Konzertmitschnitte im Fernsehen bei Rock aus dem Alabama bzw. Live aus dem Alabama (1983, 1986), Live-Gesang in der ZDF-Hitparade (1983, 1986), Auftritt beim Festival des politischen Liedes in der DDR (1983), Porträt für die Fernseh-Doku Frauen unter Strom (1984), Mitwirkung am Benefiz-Projekt Band für Afrika (1985) und Teilnahme an Rock am Ring (1987). 
1985 trat Ina Deter beim ersten großen, von Rosa von Praunheim organisierten AIDS-Benefiz in Deutschland im Berliner Tempodrom auf.
Anders als auf den Tonträgern wurde die Musik bei den Konzerten rockig umgesetzt. Eine Konstante ihres oft wechselnden Erscheinungsbilds war die pinkfarbene E-Gitarre, die heute im Gronauer Rock’n’Popmuseum ausgestellt ist.
Nach dem schwächer rezipierten Album Mit Leidenschaft (1984) gelang mit dem Nachfolger, Frauen kommen langsam – aber gewaltig (1986) wieder ein größerer Erfolg. An der Arbeit hierfür waren ihr damaliger Lebenspartner Jo Steinebach und als Produzent Edo Zanki beteiligt; als Interpretin ist nur noch „Ina Deter“ angegeben. Der Titelsong war die erprobte Mischung aus Provokation und Harmlosigkeit, nur dass Deter bei Auftritten zusätzlich mit geballter Faust das Publikum anfeuerte.
Zwölf Jahre nach ihrer ersten Zusammenarbeit gingen Ina Deter und Manni Holländer 1990 eine private Beziehung ein. Darum siedelte Deter von Köln nach Aachen-Vetschau über. Manni Holländer starb und Deter zog sich 1993 aus dem Musikgeschäft zurück.

### Aktivitäten nach der Pause

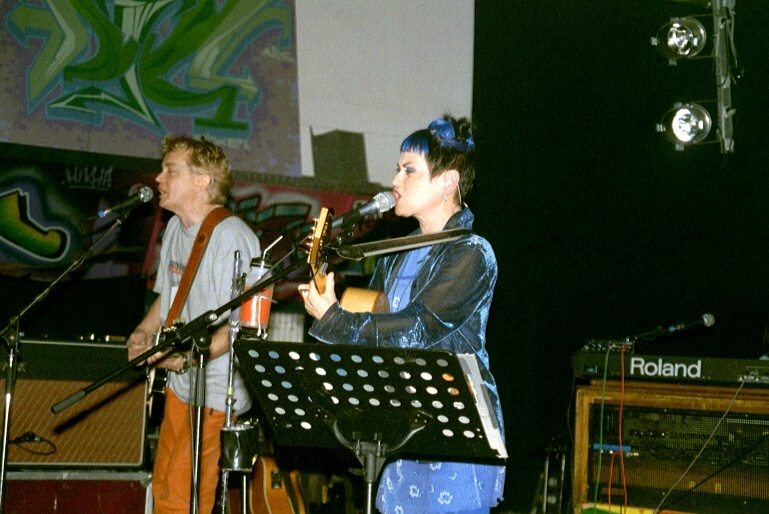
Ina Deter bei einem Auftritt in Lingen 2001

Danach widmete Deter sich dem Theater, dem Schreiben und der Malerei. 1997 nahm sie die musikalische Laufbahn wieder auf. Ein neues Projekt nach der Jahrtausendwende war die Interpretation von Chansons der von ihr verehrten Sängerin Édith Piaf in deutscher Fassung. Mit einem Kammerorchester führte sie das Programm als Ina Deter & Die Compagnons auf Bühne und Album auf. Zu jener Zeit erkrankte sie an Brustkrebs.
2005 zog Ina Deter zurück nach Berlin. Soweit bekannt, lebt sie heute in Berlin und Spanien. Auftritte erfolgten zuletzt nur noch sporadisch auf Veranstaltungen zugunsten der Brustkrebsvorsorge.

## Diskografie

### Studioalben
| Jahr | Titel                                 | Höchstplatzierung, Gesamtwochen, AuszeichnungChartsChartplatzierungen (Jahr, Titel, Platzierungen, Wochen, Auszeichnungen, Anmerkungen) | Anmerkungen    |
| Jahr | Titel                                 | DE | Anmerkungen    |
| ---- | ------------------------------------- | --- | -------------- |
| 1982 | Neue Männer braucht das Land          | DE13 (19 Wo.)DE | Ina Deter Band |
| 1984 | Mit Leidenschaft                      | DE29 (18 Wo.)DE | Ina Deter Band |
| 1986 | Frauen kommen langsam – aber gewaltig | DE21 (19 Wo.)DE |                |
| 1990 | Soll mich lieben, wer will            | DE63 (10 Wo.)DE |                |

Weitere Studioalben
- 1976: Ich sollte eigentlich ein Junge werden...
- 1978: Heute...
- 1979: Wenn wir unsern Neid besiegen...
- 1979: Wieviele Finger braucht eine Faust?
- 1981: Aller Anfang sind wir
- 1987: Ich will die Hälfte der Welt
- 1993: Ver-Rückte Zeiten
- 1997: Mit früher ist heute vorbei
- 2000: Spieglein, Spieglein
- 2003: Voilà – Lieder von Edith Piaf in Deutsch

### Livealben
| Jahr | Titel          | Höchstplatzierung, Gesamtwochen, AuszeichnungChartsChartplatzierungen (Jahr, Titel, Platzierungen, Wochen, Auszeichnungen, Anmerkungen) | Anmerkungen        |
| Jahr | Titel          | DE | Anmerkungen        |
| ---- | -------------- | --- | ------------------ |
| 1987 | Das Live-Album | DE55 (3 Wo.)DE | Konzertmitschnitte |

### Kompilationen
- 1991: Ich bereue nichts
- 1993: Nur Liebe und sonst gar nichts (Best of, darunter einige Neuaufnahmen der Lieder aus den 1970er Jahren)
- 1997: – namenlose Veröffentlichung – (Zusammenstellung der übergeordneten Reihe Szene Star)
- 1998: Hits & Flops (Best of mit einigen neuen Liedern, Doppel-CD)
- 2002: Neue Männer braucht das Land
- 2007: Ein Wunder (Best of mit einigen neuen Liedern; komplett als 60-Jährige neu aufgenommen)

### Singles
| Jahr | Titel Album                  | Höchstplatzierung, Gesamtwochen, AuszeichnungChartsChartplatzierungen (Jahr, Titel, Album, Platzierungen, Wochen, Auszeichnungen, Anmerkungen) | Anmerkungen                                                                             |
| Jahr | Titel Album                  | DE | Anmerkungen                                                                             |
| ---- | ---------------------------- | --- | --------------------------------------------------------------------------------------- |
| 1983 | Neue Männer braucht das Land | DE22 (14 Wo.)DE |                                                                                         |
| 1985 | Nackt im Wind –              | DE3 (10 Wo.)DE | Erstveröffentlichung: 21. Januar 1985 Verkäufe: + 150.000; als Teil von Band für Afrika |

Weitere Singles
- 1976: Wenn du so bist wie dein Lachen
- 1978: Du bist ganz anders
- 1982: Nur Liebe und sonst gar nichts
- 1984: Mit Leidenschaft
- 1985: Du hast ’ne Ladung Dynamit (mit Edo Zanki)
- 1986: Herr Präsident, ich frage Sie...
- 1986: Frauen kommen langsam – aber gewaltig
- 1986: Ohne mich
- 1987: Ich will die Hälfte der Welt
- 1987: Immer wieder
- 1990: Steh’ mir bei
- 1990: Wahnsinn
- 1990: Soll mich lieben wer will
- 1991: Wenn du so bist wie dein Lachen
- 1993: Mit dir
- 1993: Schwestern von Gestern
- 1993: Von Luft und Liebe
- 1997: Fast immer meistens – nicht